# Voetbalkampioenschap van Saale 1916/17
In 1916/17 werd het tiende voetbalkampioenschap van Saale gespeeld, dat georganiseerd werd door de Midden-Duitse voetbalbond. Hallescher FC 96 werd kampioen en plaatste zich voor de Midden-Duitse eindronde. De club versloeg SV Wacker-Mars Nordhausen, FC Germania Halberstadt (met 12:0) en SV Cöthen 02. In de finale versloeg de club Dresdner Fußballring met 0:2. Er werd geen verdere eindronde gespeeld om de Duitse landstitel.

## 1. Klasse
| Plaats | Club                      | Wed. | W  | G | V  | Saldo | Ptn.  |
| ------ | ------------------------- | ---- | -- | - | -- | ----- | ----- |
| 1.     | Hallescher FC 1896        | 14   | 14 | 0 | 0  | 71:09 | 28    |
| 2.     | FV Sportfreunde Halle     | 14   | 8  | 2 | 4  | 50:23 | 18:10 |
| 3.     | FC Hohenzollern Halle     | 14   | 8  | 2 | 4  | 46:28 | 18:10 |
| 4.     | Hallescher BC Borussia 02 | 14   | 7  | 2 | 5  | 35:32 | 16:12 |
| 5.     | Hallescher FC Wacker 1900 | 14   | 5  | 3 | 6  | 41:37 | 13:15 |
| 6.     | FK Minerva Halle          | 14   | 4  | 1 | 9  | 17:42 | 09:19 |
| 7.     | VfB Merseburg             | 14   | 4  | 0 | 10 | 23:47 | 08:20 |
| 8.     | FC Preußen Merseburg      | 14   | 0  | 2 | 12 | 10:75 | 02:26 |

|  | Kampioen, geplaatst voor de Midden-Duitse eindronde |
|  | Degradatie                                          |